# Solitarul (Star Trek: Generația următoare)
Solitarul (Lonely Among Us) este al șaptelea episod din serialul științifico-fantastic „Star Trek: Generația următoare”. Scenariul este scris de D.C. Fontana; regizor este Cliff Bole.

## Prezentare
O entitate extraterestră îi posedează pe Dr. Crusher, Worf și Picard, în timp ce Enterprise transportă un grup de delegați de pe două planete aflate în conflict.